# Милеюв (гмина)
Милеюв (пол. Milejów) — сельская гмина (волость) в Польше, входит как административная единица в Ленчинский повет, Люблинское воеводство. Население — 9286 человек (на 2004 год).

## Сельские округа
1. Антонюв
2. Антонюв-Колёня
3. Бялка
4. Бялка-Колёня
5. Цыганка
6. Домброва
7. Гурне
8. Ящув
9. Ящув-Колёня
10. Каетанувка
11. Клярув
12. Ланьцухув
13. Лысолае
14. Лысолае-Колёня
15. Марынюв
16. Милеюв
17. Милеюв-Осада
18. Острувек-Колёня
19. Поплавы
20. Старосцице
21. Вулька-Белецка
22. Вулька-Ланьцуховска
23. Залесе
24. Згнила-Струга

## Соседние гмины
1. Гмина Ленчна
2. Гмина Мелгев
3. Гмина Пяски
4. Гмина Пухачув
5. Гмина Седлище
6. Гмина Травники